# 諾維薩德車站
諾維薩德車站是塞爾維亞伏伊伏丁那首府諾威薩的主要鐵路車站，該車站位於城市中心，緊鄰主要巴士站。

## 事件
2024年11月1日近正午，諾維薩德車站室外的簷篷突然倒塌，導致14人死亡、多人受傷。塞爾維亞總理米洛什·武切维奇形容這場悲劇宛如黑色星期五，必須盡快調查事故原因。